# تاريخ شمال إفريقيا القديم (كتاب)
تاريخ شمال أفريقيا القديم كتاب من تاليف البير عياش وترجمة عبد العزيز بلفايده، تناول موضوع حول تاريخ شمال أفريقيا وطرح مجموعة من نتائج الدراسات والأبحاث التي لم تمس الا شريحة ضيقه من الجامعيين والمختصين. الكتاب اصدر سنة 2008-2007 ,من قبل مجلة امل للتاريخ والثقافة والمجتمع.

## نبذة
لقد ظل تاريخ شمال أفريقيا القديم محط اهتمام الباحثين الاجانب منذ فترة زمنيه طويلة، سواء كانوا هواة أو متخصصين، ومؤلف البير عياش يدخل في هذا السياق. فرغم كونه يهتم بالتاريخ المعاصر، فقد الف كتابا يبقى مرجعا أساسيا بالنسبة للمهتمين بالتاريخ القديم والاثار، في وقت غابت أعمال شمولية حول منطقة الشمال الأفريقي من قبل الباحثين المغاربة.

## خصائص هذا الكتاب
لقد جاء هذا الكتاب لوصف التطورات البطيئة لإنسان ما قبل التاريخ، ووضع رسما للعالم الأمازيغي وللهيمنة القرطاجيه ولمملكة ماسينيسا, بالإضافة إلى تناول الحضارة المحلية التي اغتنت بالتاثيرات البونيه والاغريقيه، في ظل الهيمنة الرومانية التي استفادت من مختلف المكونات الاقتصادية والحضاريه لبلاد الأمازيغ. أثار المؤلف كذلك، مسالة الانفصال الأمازيغي عن السلطة الرومانية، والموقف الروماني من المسيحية، وانتهى بالاحتلالين الوندالي والبيزنطي للمنطقه.

## ملاحظة
تكمن اهمية الكتاب، في كونه اختزل العديد من الوقائع والأحداث التاريخية، واستطاع ان يقدمها في كتيب من حجم صغير يتضمن أكثر من قضيه، مما قد يساهم في استيعاب ومعرفة تاريخ أفريقيا الشمالية.